# Gerschon Schoffmann

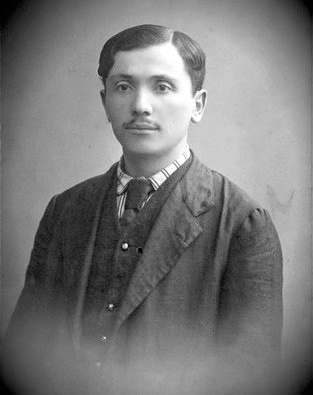
Gerschon Schoffmann (1909)

Gerschon Schoffmann, auch Gershon Shofman oder Shufman, hebräisch גרשון שופמן (geboren 28. Februar 1880 in Orscha, Russisches Kaiserreich; gestorben 13. Juni 1972 in Gedera, Israel), war ein russisch-österreichisch-israelischer Autor. 

## Leben
Gerschon Schoffmann wuchs in einem religiösen und traditionellen jüdischen Umfeld im heutigen Belarus, etwa 200 Kilometer östlich von Minsk auf. Mit knapp 20 Jahren verließ er seine Familie und ging nach Warschau, einem damaligen Zentrum der hebräischen Literatur, wo er sich alsbald einen Namen als hebräisch schreibender Autor machte. Seinen Militärdienst leistete er in der zaristischen Armee ab 1902 in Homel ab, wo er 1903 Augenzeuge eines Pogroms wurde. 1904 flüchtete er, nachdem er bei Beginn des Russisch-Japanischen Kriegs aus der russischen Armee desertiert war, nach Lemberg in Österreich-Ungarn.
Ab 1913 lebte er in Wien. 1921 heiratete er in Baden bei Wien die Niederösterreicherin Anna Plank und lebte mit ihr von 1921 bis 1938 in Wetzelsdorf, damals eine eigenständige Gemeinde, heute ein Bezirk am Westrand von Graz. 1928 konvertierte Anna mit den Kindern Peter und Gertrude vom katholischen Glauben zum Judentum. Während seines 34-jährigen Aufenthalts in Österreich war er durchgehend staatenlos. 1938 emigrierte er mit seiner Frau und zwei Kindern nach Palästina. Er starb 1972 in Israel, wo er große schriftstellerische Anerkennung fand.
Schoffmann schrieb stets auf Hebräisch. 1946 wurde er mit dem Bialik-Preis der Stadt Tel Aviv-Jaffa ausgezeichnet. 1956 wurde er für sein Werk mit dem Israel-Preis, der höchsten Auszeichnung des Landes, geehrt.
Auf Deutsch erschien eine Auswahl von Schoffmanns Werk erstmals 2017. Der Band enthält Erzählungen, die Schoffmann von 1913 bis 1938 in Österreich schrieb.

## Werke
- Nicht für immer. Ausgewählte Erzählungen. Übersetzung aus dem Hebräischen von Ruth Achlama, herausgegeben von Gerald Lamprecht. Literaturverlag Droschl, Graz 2017, ISBN 978-3-85420-979-9, 350 S.